# Мугас, Тесама
Тесама Мугас (ивр. מוגס טסמה‎; род. 2 февраля 1988, Эфиопия) — израильский легкоатлет эфиопского происхождения, специалист по бегу на длинные дистанции и марафону. Выступает на профессиональном уровне с 2009 года, победитель и призёр ряда крупных международных стартов, чемпион Израиля, участник летних Олимпийских игр в Рио-де-Жанейро.

## Биография
Тесама Мугас родился 2 февраля 1988 года в Эфиопии. В 2008 году в возрасте 20 лет переехал на постоянное жительство в Израиль, учился на спортивном отделении в Институте имени Вингейта.
В 2009 году впервые одержал победу на чемпионате Израиля в Тель-Авиве в беге на 5000 метров, тогда как в дисциплине 10 000 метров выиграл серебряную медаль. С этого времени регулярно привлекался в израильскую сборную для участия в крупных международных соревнованиях.
В 2010 году занял 80-е место на чемпионате мира по кроссу в Быдгоще, в беге на 10 000 метров закрыл двадцатку сильнейших на чемпионате Европы в Барселоне.
На чемпионате Европы 2012 года в Хельсинки занял 18-е место в дисциплине 10 000 метров.
В 2013 году финишировал шестым на Кубке Европы по бегу на 10 000 метров в Правеце. Будучи студентом, представлял Израиль на Всемирной Универсиаде в Казани — в программе полумарафона пришёл к финишу 11-м.
В 2015 году финишировал девятым на чемпионате Израиля по марафону (2:18:28), показал 24-й результат на Роттердамском марафоне (2:19:48) и 25-й результат на Берлинском марафоне (2:15:29).
В 2016 году отметился выступлением на чемпионате мира по полумарафону в Кардиффе, где занял итоговое 55-е место. Выполнив олимпийский квалификационный норматив (2:19:00), удостоился права защищать честь страны на летних Олимпийских играх в Рио-де-Жанейро — здесь в программе марафона показал время 2:30:30, расположившись в итоговом протоколе соревнований на 120-й строке.
В 2017 году среди прочего занял 27-е место на Лондонском марафоне (2:18:33).
В 2022 году принял участие в чемпионате мира в Орегоне, в марафоне с результатом 2:11:36	стал 25-м.
В 2023 году с личным рекордом 2:10:31 занял 14-е место на Роттердамском марафоне.
В 2024 году показал 22-й результат на Роттердамском марафоне (2:13:00), бежал полумарафон на чемпионате Европы в Риме — занял 48-е место.